# Arquidiocese de Montreal
A Arquidiocese de Montreal (Archidiœcesis Marianopolitanus) é uma arquidiocese da Igreja Católica situada em Montreal, Canadá. É fruto da elevação da diocese de Montreal, criada em 13 de maio de 1836. Seu atual arcebispo é Christian Lépine. Sua Sé é a Basílica-catedral de Marie-Reine-du-Monde.
Possui 179 paróquias servidas por 923 padres, contando com 70,6% da população jurisdicionada batizada.

## História
A diocese de Montreal foi eregida em 13 de maio de 1836 com o breve Apostolici ministerii do Papa Gregório XVI, recebendo o território da arquidiocese de Quebec, de quem originariamente era sufragânea.
Em 25 de junho de 1847 e em 8 de junho de 1852 cede porções do seu território em vantagem da ereção das dioceses de Bytown (hoje arquidiocese de Ottawa) e de Saint-Hyacinthe.
Em 8 de junho de 1886 é elevada ao posto de arquidiocese metropolitana.
Em 5 de abril de 1892, em 27 de janeiro de 1904, em 9 de junho de 1933 e em 23 de junho de 1951 cedeu porções do seu território em vantagem da ereção respectivamente das dioceses de Valleyfield, de Joliette, de Saint-Jean-de-Québec (hoje diocese de Saint-Jean-Longueuil) e Saint-Jérôme.
Em 23 de maio de 1982 foi beatificado Alfred Bassette, conhecido como Irmão André.

## Prelados
Cronologia da administração local:
| #                        | Nome                                  | Período    | Notas                                          |
| Arcebispos               | Arcebispos                            | Arcebispos | Arcebispos                                     |
| ------------------------ | ------------------------------------- | ---------- | ---------------------------------------------- |
| 8º                       | Christian Lépine                      | 2012-atual |                                                |
| 7º                       | Jean-Claude Cardeal Turcotte †        | 1990-2012  |                                                |
| 6º                       | Paul Cardeal Grégoire †               | 1968-1990  |                                                |
| 5º                       | Paul-Émile Cardeal Léger, P.S.S. †    | 1950-1968  |                                                |
| 4º                       | Joseph Charbonneau †                  | 1940-1950  |                                                |
| 3º                       | George Gauthier †                     | 1939-1940  |                                                |
| 2º                       | Louis Joseph Napoléon Paul Bruchési † | 1897-1939  |                                                |
| 1º                       | Edouard Charles Fabre †               | 1886-1896  |                                                |
| Arcebispos-coadjutores   |                                       |            |                                                |
|                          | Joseph Charbonneau                    | 1940       |                                                |
|                          | Georges Gauthier                      | 1923-1939  |                                                |
| Bispos-auxiliares        |                                       |            |                                                |
|                          | Frank Leo                             | 2022-2023  | Nomeado Arcebispo de Toronto                   |
|                          | Alain Faubert                         | 2016-2024  | Nomeado Bispo de Valleyfield                   |
|                          | Thomas Dowd                           | 2011-2020  | Nomeado Bispo de Sault Sainte Marie            |
|                          | Christian Lépine                      | 2011-2012  | Elevado a Arcebispo                            |
|                          | Lionel Gendron, P.S.S.                | 2006-2010  | Nomeado Bispo de Saint-Jean-Longueuil          |
|                          | André Gazaille                        | 2006-2011  | Nomeado Bispo de Nicolet                       |
|                          | Anthony Mancini                       | 1999-2007  | Nomeado Arcebispo de Halifax-Yarmouth          |
|                          | Louis Dicaire                         | 1999-2004  | Nomeado Bispo-auxiliar de Saint-Jean-Longueuil |
|                          | André Rivest                          | 1995-2004  | Nomeado Bispo de Chicoutimi                    |
|                          | Neil E. Willard                       | 1995-1998  |                                                |
|                          | Neil E. Willard                       | 1995-1998  |                                                |
|                          | Jean-Claude Turcotte                  | 1982-1990  | Elevado a Arcebispo                            |
|                          | Gérard Tremblay, P.S.S.               | 1981-1991  |                                                |
|                          | Jude Saint-Antoine                    | 1981-2006  |                                                |
|                          | Jean-Marie Lafontaine                 | 1979-1981  |                                                |
|                          | Leonard James Crowley                 | 1971-1997  |                                                |
|                          | Norman Joseph Gallagher               | 1966-1970  | Nomeado Bispo de Thunder Bay                   |
|                          | Adrien André Maria Cimichella, O.S.M. | 1964-1996  |                                                |
|                          | Paul Grégoire                         | 1961-1968  | Elevado a Arcebispo                            |
|                          | Léo Blais                             | 1959-1971  |                                                |
|                          | Valérien Bélanger                     | 1956-1983  |                                                |
|                          | Laurent Morin                         | 1955-1959  | Nomeado Bispo de Prince-Albert                 |
|                          | Joseph-Conrad Chaumont                | 1941-1966  |                                                |
|                          | Lawrence Patrick Whelan               | 1941-1980  |                                                |
|                          | Alphonse Emmanuel Deschamps           | 1925-1940  |                                                |
|                          | Georges Gauthier                      | 1912-1923  |                                                |
|                          | François-Théophile-Zotique Racicot    | 1905-1915  |                                                |
| Bispos                   |                                       |            |                                                |
| 3º                       | Edouard Charles Fabre †               | 1876-1886  |                                                |
| 2º                       | Ignace Bourget †                      | 1840-1876  |                                                |
| 1º                       | Jean-Jacques Lartigue, P.S.S. †       | 1836-1840  |                                                |
| Bispo-coadjutor          |                                       |            |                                                |
|                          | Édouard-Charles Fabre                 | 1873-1876  |                                                |
|                          | Joseph La Rocque                      | 1852-1860  | Nomeado Bispo de Saint-Hyacinthe               |
|                          | John Charles Prince                   | 1840-1852  | Nomeado Bispo de Saint-Hyacinthe               |
|                          | Ignace Bourget                        | 1837-1840  |                                                |
| Administrador Apostólico |                                       |            |                                                |
|                          | Georges Gauthier                      | 1921-1923  |                                                |